# Numerele
Numerele (denumire originală Numb3rs) (2005) este un serial de televiziune american care a avut premiera la CBS pe 23 ianuarie 2005 și ultimul episod a fost difuzat (în premieră) la 12 martie 2010. Are 118 episoade (6 sezoane). Serialul este creat de Nicolas Falacci și Cheryl Heuton și prezintă povestea agentului special FBI Don Eppes (Rob Morrow) și a fratelui său, geniu al matematicii, Charlie Eppes (David Krumholtz), care-l ajută pe Don să rezolve cazuri de crimă. Serialul este produs de frații Ridley și Tony Scott. 